# Oneirodes bradburyae
Oneirodes bradburyae es una especie de pez del género Oneirodes, familia Oneirodidae, orden Lophiiformes. Fue descrita científicamente por Grey en 1956.
Especie inofensiva para el ser humano. Puede alcanzar los 1426 metros de profundidad.

## Descripción
Su longitud estándar es de 2,4 centímetros.

## Distribución
Se distribuye por el golfo de México.